# А
А  (gemen: а) är den första bokstaven i det kyrilliska alfabetet. Bokstaven ser ut exakt som det latinska alfabetets A. Vid transkribering av ryska använder man bokstaven "a" i svensk text och [a] i IPA. Vid translitteration till latinska bokstäver enligt ISO 9 motsvaras bokstaven också av "a".
| Unicode | Liten bokstav |                                        | Unicode | Stor bokstav |                                          | Används bl.a. i följande språk           |
| ------- | ------------- | -------------------------------------- | ------- | ------------ | ---------------------------------------- | ---------------------------------------- |
| U+0430  | а             | CYRILLIC SMALL LETTER A                | U+0410  | А            | CYRILLIC CAPITAL LETTER A                | de flesta där kyrilliskt alfabet används |
| U+04D1  | ӑ             | CYRILLIC SMALL LETTER A WITH BREVE     | U+04D0  | Ӑ            | CYRILLIC CAPITAL LETTER A WITH BREVE     | Tjuvasjiska                              |
| U+04D3  | ӓ             | CYRILLIC SMALL LETTER A WITH DIAERESIS | U+04D2  | Ӓ            | CYRILLIC CAPITAL LETTER A WITH DIAERESIS | Vestmariska                              |
| U+04D5  | ӕ             | CYRILLIC SMALL LIGATURE A IE           | U+04D4  | Ӕ            | CYRILLIC CAPITAL LIGATURE A IE           | Ossetiska                                |
|         |               |                                        |         |              |                                          |                                          |
| U+0463  | ѣ             | CYRILLIC SMALL LETTER YAT              | U+0462  | Ѣ            | CYRILLIC CAPITAL LETTER YAT              | Kyrkslaviska, Fornkyrkoslaviska          |
| U+A657  | ꙗ             | CYRILLIC SMALL LETTER IOTATED A        | U+A656  | Ꙗ            | CYRILLIC CAPITAL LETTER IOTATED A        | Kyrkslaviska, Fornkyrkoslaviska          |

## Teckenkoder i datorsammanhang
| Teckenkoder        | Versal: А                 | Gemen: а                |
| ------------------ | ------------------------- | ----------------------- |
| Namn (Unicode)     | CYRILLIC CAPITAL LETTER A | CYRILLIC SMALL LETTER A |
| Kodpunkt (Unicode) | U+0410                    | U+0430                  |
| HTML               | &#1040;                   | &#1072;                 |